# Tropocalymma dimidiata
Tropocalymma dimidiata là một loài bọ cánh cứng trong họ Cerambycidae.